# ندرت جوفنيتش
ندرت جوفنيتش (بالتركية: Nedret Güvenç)‏ (ولدت 5 سبتمبر 1930 في أزمير، تركيا)، ممثلة مسرحية، وسينمائية بتركيا. تلقت الفنانة ندرت تعليمها للبيانو والتدريب في المعهد الموسيقي بأنقرة، وقد أتخذت قرار بأن تعطى أهمية للمسرح في أعمالها الفنية. وفي عام 1948 فقد بدأت جوفنيتش بالتمثيل في المسرح، وقد انتقلت إلى أسطنبول في عام 1950 بمسرح المدينة بأزمير، وانضمت إلى مسارح المدينة بأسطنبول.
وفي الفترة من 1959-1960 فقد ظهرت الفنانة على المسرح كضيفة شرف في مسرح الدولة بأنقرة، وعادت إلى أسطنبول مرة أخرى بعد ذلك. ولعبت دور البطولة في مسرحية المسرح، وقد حصلت جوفنيتش على الكثير من الجوائز في هذا المجال.
وفي عام 1974 فقد بدأت الفنانة أعمالها الاخراجية (المقامرة الكبيرة)، وفي عام 1995 فقد انضمت إلى المسرح الكبير بمدينة إسطنبول، وذلك بعد عملها بمسارح مدينة أسطنبول. وقد استمرت في تقديم هذه الأعمال المسرحية. وفي عام 1998 فقد حصلت على لقب فنانة الدولة من وزارة الثقافة. وبالإضافة إلى ذلك فقد كتبت جوفنيتش تقرير عن اليوم المسرحي العالمي في تركيا لعام 2009.

## المسرحيات التي قامت بتمثيلها
-عربية الرغبة، 1959، تينيسى ويليامز، مسرح الدولة بانقرة (دور ستيلا) 
-الحياة بمنزل والدنا، 1960، يوم كلارنى/ هوارد ليندساى/روسيل كورس/ مسرح الدولة بأسطنبول 
-الأغنية القديمة (الأثر: رشاد نورى جونتكين، المخرج: غالب أرجان)
-سيرانو دى برجراك (الأثر: ايدموند روستاند، المترجم: صبرى اسات سياف أوشجل، المخرج: غالب أرجان)
-الطريق تحت المياه، 1957-1958، (الكاتب: جين أنوليه، المخرج: ماكس مينجكى)
-ماكبث،1962-1963 (الأثر: شكسبير، المترجم: صباح الدين أيبغلو، المخرج، بيكلان ألجان، ولعبت دور البطولة بشرلو أغا هون)
-لعبة الزواج 1963 (الكاتب: عدالت أغلو، سهنية كويان، تونوش يالمان)
-انتهت المسابقة (فوتو-فنيش)، 1963-1964، (الكاتب: بيتر أستنيوف، الترجمة: جنجاى ساف (جورون)، كاتب المسرحية: عبد الرحمن بلاى)
-الكثير من الضوضاء (لا شئ عن ماتش ادو)، 1964، (شكسبير، المترجم: هاميد ديرلى، المخرج، زهنى كوتشمان)
-رسالة طلب، 1964-1965 (الكاتب والمخرج: جونجر سومير)
-كرتشلى بهتشا، 1965-1966 (الكاتب: ايند بجانولد، كاتب المسرحية: شيرين دفريم)
-أيجادك، 1967 (الكاتب: لوجى برناديلو، المخرج: أرجون كوكنار)
-عاصفة الخريف، 1969 (الكاتب: دبهانى دو مورير، الترجمة: نيهال يالزا تولاى)، كونستانس (الأثر: سومرست موغهام)
-حديقة الفشنا،1972 (الكاتب: أنتون شيهوف، الترجمة: مليح وصاف، الاخراج: حسين كمال جورمان)
-الطريق الضيق،1972 (الكاتب: جنيت ألين، الاخراج: واصف رضا زوبو)
-قصة الشتاء، 1973-1974 (الأثر: شكسبير، الترجمة: تورهان اوفلازاوغلو، الممثل: هالدون تانير)
-عثمان الشاب، 1974 (الأثر: موسهبى زادة جلال، الأخراج: تونوش يالمان)
-شاطئ السماء، 1874 (الكاتب والمخرج، أوبن جوناى)
-البيت ذو الأوراق الزرقاء، 1975 (الأثر، جون غوار، الترجمة: أولكو تامر، كاتب المسرحية: دفيد شوهال)
-دم العرس (الأثر: فريدة غارسيا لوركا، الترجمة: تورهان اوفلاز أوغلو، الاخراج: هالوك شوكت اتاسجون)
-الألم بالعين (الأثر: فرجى زادة محمد، الأخراج: واصف رضا زوبو)
-فرس الملك، 1982-1983 (الأثر: جان جانولى، الأخراج: أسود زيبك أوغلو، الأخراج: ندرت دنيزهان)
-اولا رئيس الدولة، أو ليسا الغربان، 1985-1986، دور هورم سلطان (الأثر: اورهان أسينا، الأخراج: ندرت شتين)
-من يوم وليلة، 1988 (الأثر: يوجين اونيل، الترجمة: جنجاى جورون، الأخراج: هالكان ألتنير)
-الغول، 1989 (الأثر: اتش ألبسن، الأخراج : شتين ابكايا)
-لعبة الشباب ، 1997 (الأثر : ألكساى أربزوف ، الترجمة : جنجاى جورون ، الأخراج : أنجين جورمان)
-النمنمة (موسيقية)
-بحيرة الذهب
-رسائل الحب (دور ميليسا)
-الموتى من الكاذبون
-هوريم سلطان
-الفتاة الهاربة
-الحياة في منزل الأب
-نفجان الحقيقى
-أيفانوف (الأخراج : حسين كمال جورمان)

## المسرحيات التي أخرجتها
-القمار الكبير
-منزل بيرندا ألبا – لورجا : مسرح مدينة أسطنبول
-الأب ، سترندبرغ ، الترجمة : توران أوفلاز أوغلو ، الموسيقى : بورا أيان أوغلو ، مسرح مدينة أسطنبول
-شراء الرجل
-ديك النمش
-كتاب لا ينسى
-ذنب العشق
-وقت الفجر
-الحياة الخاصة
-الشعر التركى بعصر الجمهورية (قصائد العرض المسرحى.مثلت مع دوجان هزلان. وقد مثلث 50 مسرحية ، وقد استخدمت رباعيات ناظم حكمت وظهرت في أول عرض)

## البرامج بالتلفزيون
-السيدات بالنسبة لكم. تي ار تي .بي أر جى ، الكتاب : نزيهة أراز

## افلام السينما
-1950 : الكاتب تحسين (مدرستى بلقيس)
-1951: يافوز سلطان سليم وحسن الانكشارى
-1951: المنفى (سوزودى المبتدئ)
-1951: فترة التوليب (سيناريو : ناظم حكمت ، الأخراج ، فيدات أر)
-1953: المال الدامى
-1953: الفواق (دور نالان)
-1955: عندما يشرق اليوم
-1956: الفرع الأسود
-1956: يوجد 5 مرضى (دور بلقيس ، الأخراج : عاطف يلماز)
-1957 : من أجلك
-1957: مثل الأم (سهيلة)
-1957: كين (سيناريو : عاطف بلماز ، الأخراج : نجات سيدام)
-1958: لطفلى (سهيلة)
-1958: الحنين للمنزل
-1959: مؤسف
-1963: البذرة السيئة (نوران) الذهبية الأورنج
-1965: فيسيل كرانى

## الأصوات
-1959: العشق الذي لا يموت ، صوت بلجين دوروك
-1963: ساين بيان ، صوت توركان شوراى
-1963: الحب بلا خوف ، صوت ديلر سراش
-1965: الحب والكبرياء ، صوت هوليا كوتشيجيت
-1965: أربعة نساء في حرملك ، صوت برفين بار
-1965: ليس عدوا بعد الآن ، صوت اجدا بيكان
-1965: المراة المتقاعدة ، صوت توركان شوراى
-1966: انا هارب من القانون ، صوت برفين بار
-1966: شمس المساء ، صوت توركان شوراى
-1967: نمو الورق ، صوت سميراميس بيكان
-1967: تكلفة الحياة ، صوت سميراميس بيكان
-1967: هاجى بيكاتش فالى ، صوت جولجون أردم
-1967: ألباجو فيادسى ألبسلان ، صوت زينب أكسو
-1967: مدمن الخمر ، صوت سوزان أفجى
-1967: حتى الموت ، صوت سميراميس بيكان
-1967: الملك مكبل اليدين ، صوت تيجين بار
-1968: سبعة من قرية زينب ، صوت نزان شوراى
-1968: تسلق الورود ، صوت بيرفى أوزون
-1968: ملمع الايبو في رصف أسطنبول ، صوت يلدز تزجان
-1968: الورد والسكر ، صوت فليز اكن
-1968: فوندا ، صوت سوزان أفجى
-1968: أيشم ، صوت سوزان افجى
-1969: غدا يوم اخر ، صوت نفجين ألكوت
-1969: الرجل المرتكب للغدر ، صوت فجين ساى
-1969: الأطار الفارع ، صوت سربيل جول
-1970: العشق لا يموت، صوت هاندان عدلى
-1970: سائق الهانم الصغيرة ، صوت نيسا سيرزلى
-1971: هذا الجمل وهذا الخندق ، صوت جولون أردم
-1972: اللهم أعطنى ، صوت المرأة المنتحرة
-1972: المرأة الخبازة ، صوت فاطمة جريك
-1975: العشق الممنوع (مسسلسل تلفزيونى)، صوت سونا كسكين

## الكتب
-زنابق الامال ، منشورا جورو ، 1989
-بعض الأزمنة في ازمير ، منشورات بنك العمل ، 1991
-استمع لى ايها الشاب ، كتاب المسرح ، ندرت جوفنيتش ، منشورات ثقافة البنك الداخلى بتركيا
-المحرومين من الحب ، مكتبة الثورة،2005
-40 عام لألبوم على المسرح

## اللوحات الغنائية
-أريد المملكة/اللون الغامق ، الموسيقى : بورا أيان أوغلو ، التعديل ، أيسن أنجين أرجان ، 1001
-حظ الطيور ، لحن : على أرجان ، التعديل : أيسن أنجين، ارجان بلاك ، 1003 أي (كرديلن ، مخططة الشعر)

## الجوائز
-جائزة جمعية الاصدقاء بالأفلام التركية : الدم الأحمر
-الجائزة الذهبى الأورنج : البذور السيئة
-جائزة الهان أسكندر : دور مع روكسان سيرانو دى برجراك
-جائزة الشرف بوزارة الثقافة: من اليوم لليلة.
-جائزة المسرح للمرأة الانجح: من اليوم لليلة ، مرتين بادوار في مكتوبات العشق
-وسام شيلر : الغش والحب
-جائزة جالان عفيفى كأنجح امراة : مسرحية الغير دائم 1996-1997
-الجائزة الخاصة بمحسن أرطغول ، جوائز المسرح لعفيفة السادسة عشر - 2012

## روابط خارجية
- ندرت جوفنيتش على موقع IMDb (الإنجليزية)
- ندرت جوفنيتش على موقع قاعدة بيانات الفيلم (الإنجليزية)